# Григор'янц Георгій Саркісович
Георгій Саркисович Григор'янц — севастопольський архітектор,  заслужений архітектор України, член Союза архитекторів Севастополя, співавтор Генплана Севастополя 2005-2025 років

## Твори
- Пам'ятник Катерині II (Севастополь)[1]
- Пам'ятник воїнам-інтернаціоналістам[1]
- Пам'ятник Пушкіну на мисі Фіолент[1]
- Пам'ятник Кирилу і Мефодію  (Севастополь)[1]
- Пам’ятник Тарасу Шевченку (проспект Жовтневої Революції, 8), 2003, ск. батько і син Одрехівські, арх. Г. Григор’янц[6]
- многоэтажный жилой дом по ул. 6-й Бастионной, за гостиницей «Крым»[4]
- 2008, Пам'ятник Петрові Сагайдачному, Севастополь (2008), з 2014 у Харкові
- 2008, Пам'ятник жертвам депортації у Криму (Севастополь)

## Проекти
- Пам'ятник Потьомкіну (Севастополь)[1]
- Храм св. великомученика Димитрія Солунського, м. Севастополь[7]